# Moraea fergusoniae
Moraea fergusoniae är en irisväxtart som beskrevs av Harriet Margaret Louisa Bolus. Moraea fergusoniae ingår i släktet Moraea och familjen irisväxter. Inga underarter finns listade i Catalogue of Life.